# Qatscha
Die turksprachigen Qatscha (Katschiner, Katschinzen; chakassisch Хаас, ISO-Transliteration: Haas) sind ein Teil der heute als Chakassen bezeichneten Bevölkerung in Chakassien (Süd-Sibirien). Wegen ihrer Sprache gehören sie zu den Turkvölkern.